# Interno della chiesa di Sant'Ambrogio
Interno della chiesa di Sant'Ambrogio è un dipinto di Achille Cattaneo. Eseguito nel 1925, appartiene alle collezioni d'arte della Fondazione Cariplo.

## Descrizione
Si tratta di una veduta interna della chiesa di Sant'Ambrogio, appartenente al filone di dipinti a soggetto milanese che caratterizzarono l'ultima parte della carriera di Cattaneo.

## Storia
Il dipinto venne acquistato dalla Fondazione Cariplo nel 1926, in occasione della I Mostra d'arte del Novecento Italiano, allestita nel Palazzo della Permanente.